# Niederwette
Niederwette ist eine Ortschaft in der Gemeinde Marienheide im Oberbergischen Kreis, Nordrhein-Westfalen, Deutschland.
Der Bahnhof Niederwette lag an der Leppetalbahn.

## Lage und Beschreibung
Der Ort liegt etwa zwei Kilometer vom Hauptort Marienheide entfernt. Niederwette liegt am Fuße der Südost-Flanke des 389 m hohen Berges Steinert im Tal des Mühlenbaches, der in die Leppe fließt. Die Leppestraße (L97) verbindet Niederwette mit Winkel im Südwesten und Oberwette im Norden und im weiteren Verlauf mit Marienheide. 1 km östlich von Niederwette liegt der Nachbarort Däinghausen.

## Geschichte
Im Jahr 1418 wurde der Ort das erste Mal urkundlich erwähnt und zwar „Gerhard von der Mark befreit das Gut zur Wetten von Abgaben“.
Die Schreibweise der Erstnennung war zur Wetten. Dies gilt für Ober- und Niederwette.
1832 war Niederwette vermutlich ein kleiner Weiler, der an der Trasse der Sommerroute der Eisenstraße lag. Die Ortschaft war umgeben von Acker- und Grünland, im Süden, Osten und Westen befand sich das ortsnahe historische Gartenland.
Der Weiler Niederwette ist Bezug nehmend auf die Bürgermeistereikarte von 1832 historisch in der Struktur baulich nachvollziehbar. Er liegt am Talhang an der Leppestraße und besteht aus Gebäuden des 19./20. Jahrhunderts mit landwirtschaftlichen Betrieben (Viehhaltung) und umgebendem Grünland. Die zentral im historischen Ortskern gelegene, aus Bruchstein errichtete Hofstelle „Linden“ datiert in die zweite Hälfte des 19. Jahrhunderts und ist mit ihren zugehörigen Wirtschaftsgebäuden heute denkmalgeschützt. Aif der Südwest-Seite der Hofstelle stehen drei markante Linden.

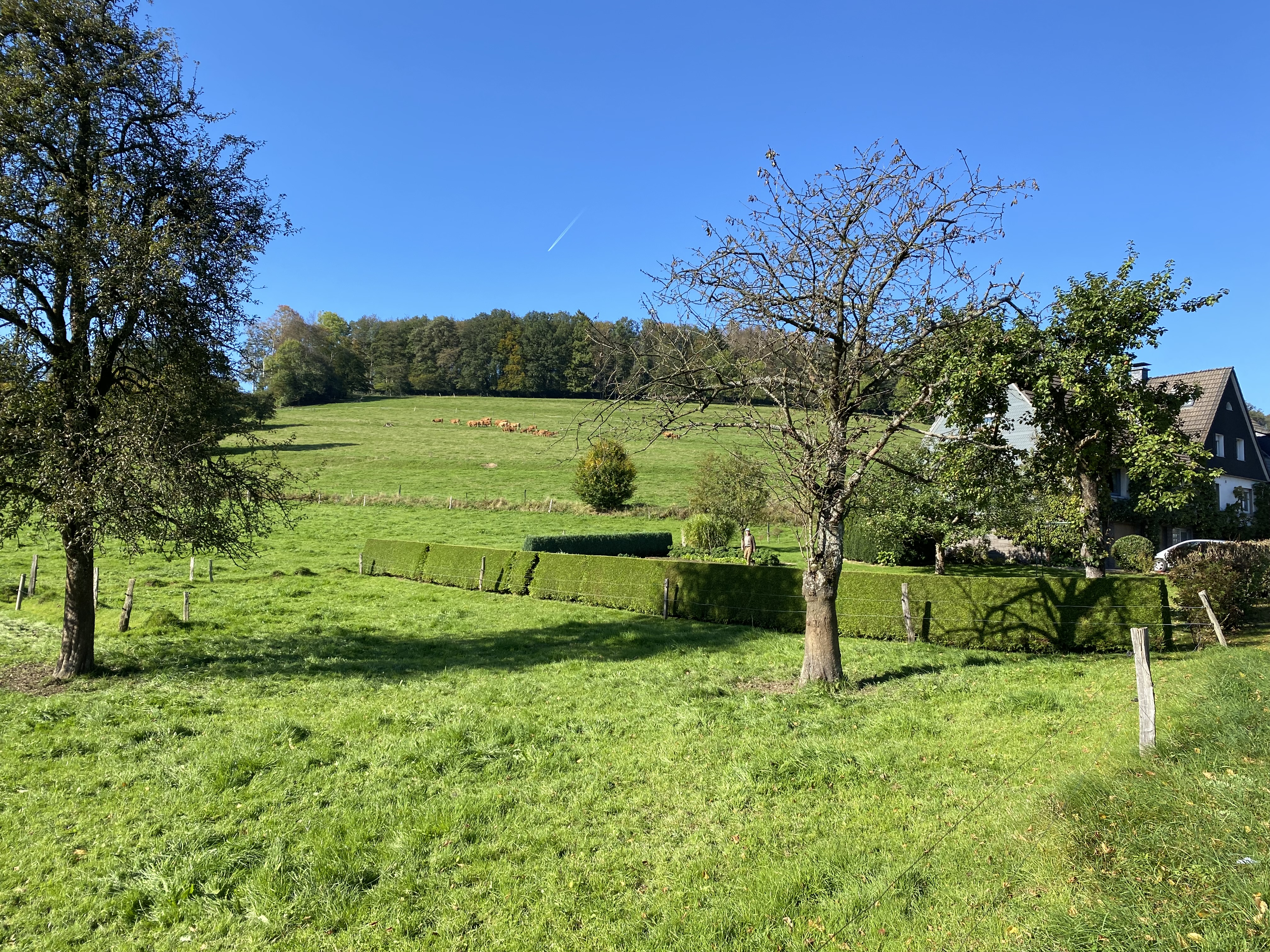
Weiden am Südost-Hang des Steinert (389 m)
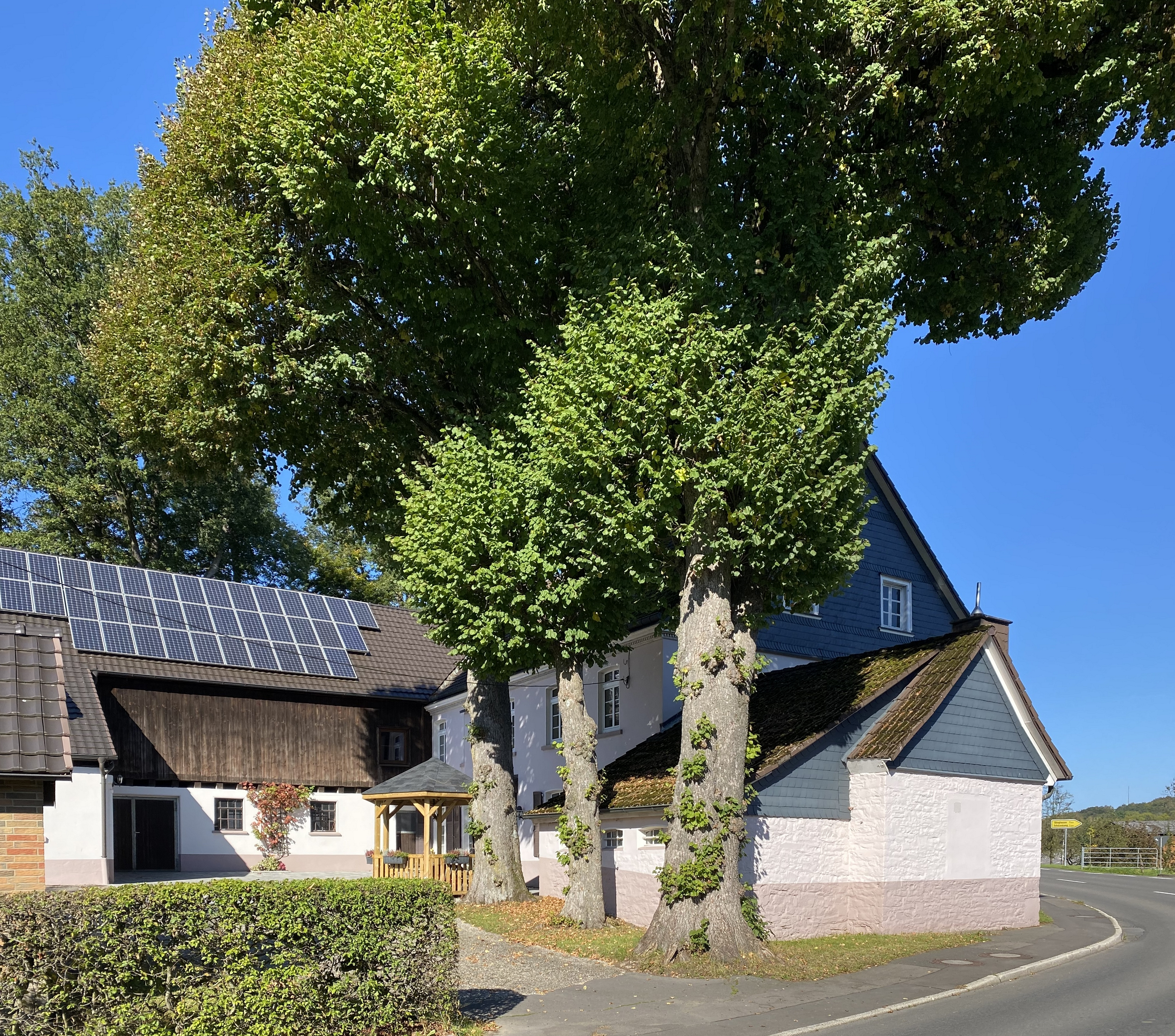
Baudenkmal Hofstelle Linden
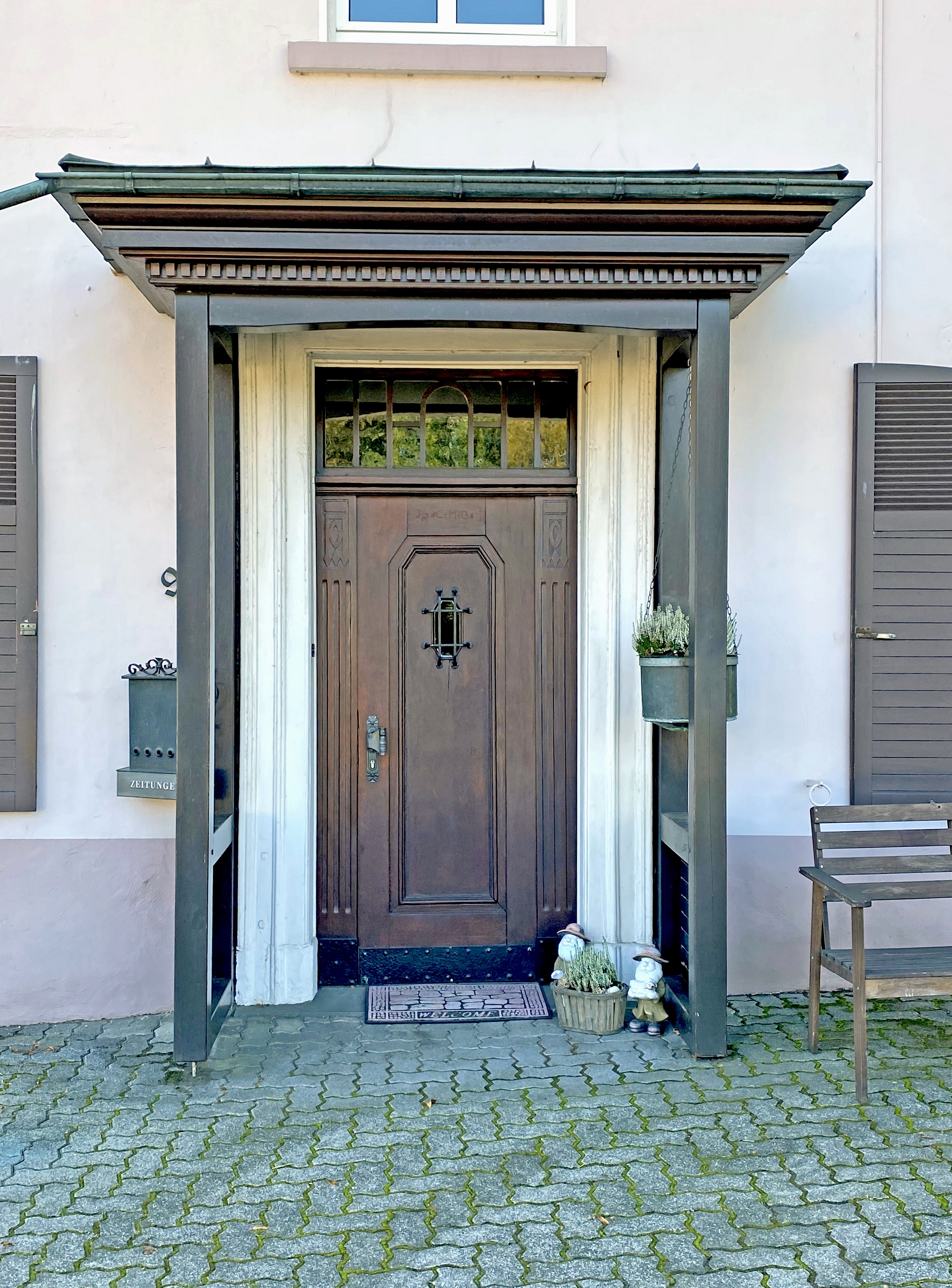
Eingang Hofstelle Linden
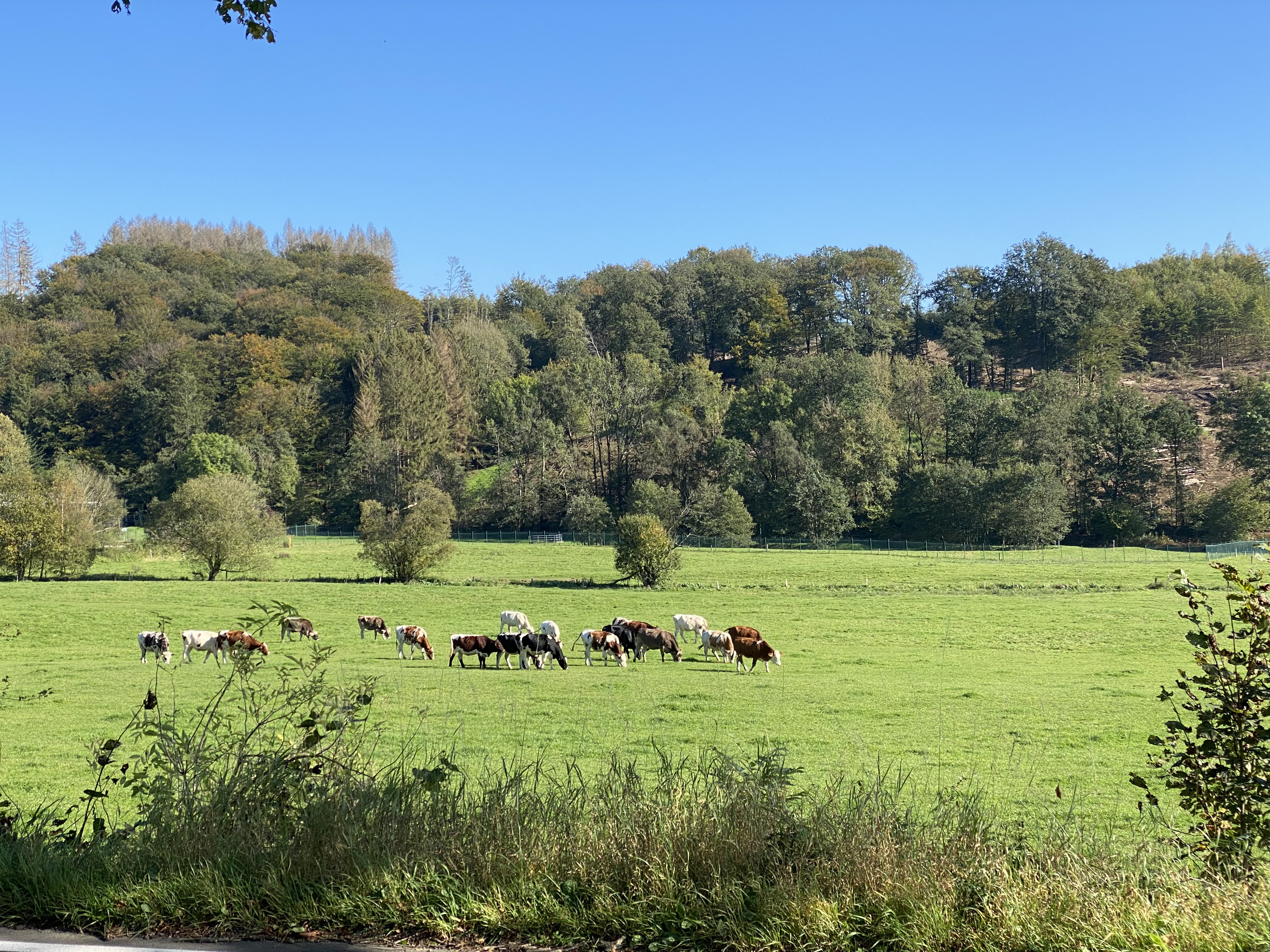
Grasende Kuhherde im Mühlenbachtal